# Van Hemmema
De familie Van Hemmema was een oud adellijk geslacht, afkomstig uit de omgeving van de Friese plaatsen Beetgum en Berlikum. Het geslacht stierf uit in 1721.

## Geschiedenis
De familie Van Hemmema is van oorsprong afkomstig uit Bessum, een buurtschap nabij Beetgum dat formeel onder Menaldum viel. In de 15e eeuw verkreeg de familie een stins in het naburige Berlikum in de nabijheid van de voormalige uitmonding van het Berlikumerwijd in de Middelzee. Berlikum ontwikkelde zich in de late middeleeuwen tot dorp met stadse kenmerken. Van deze vlek waren leden van de familie Van Hemmema erfelijk olderman, oftewel burgemeester, geworden. De Van Hemmema's behoorden tot de partij van de schieringers en hun stins werd in 1496 dan ook aangevallen door vetkopers. Wel werd Doeke van Hemmema in 1502 door Albrecht van Saksen beloond met het grietmanschap van Barradeel. De Van Hemmema's zwoeren vervolgens trouw aan Karel V. Deze trouw stelde Hette van Hemmema in staat om het grietmanschap van Menaldumadeel te bemachtigden. Na de Reformatie bleef de familie katholieke sympathieën houden. In de 17e eeuw traden meerdere leden van de familie op als militair.
Verschillende leden van de familie Van Hemmema en aanverwante geslachten komen voor als studenten aan Europese universiteiten. De familie Van Hemmema werd dan ook geroemd om haar geleerdheid door Sibrandus Leo, in 1562 pastoor van Berlikum. Van wetenschappelijk belang is daarnaast ook het Rekenboek van Rienck Hemmema uit de periode 1569-1573 dat inzicht verschaft in Friese elite en het Friese boerenbedrijf in de 16e eeuw.

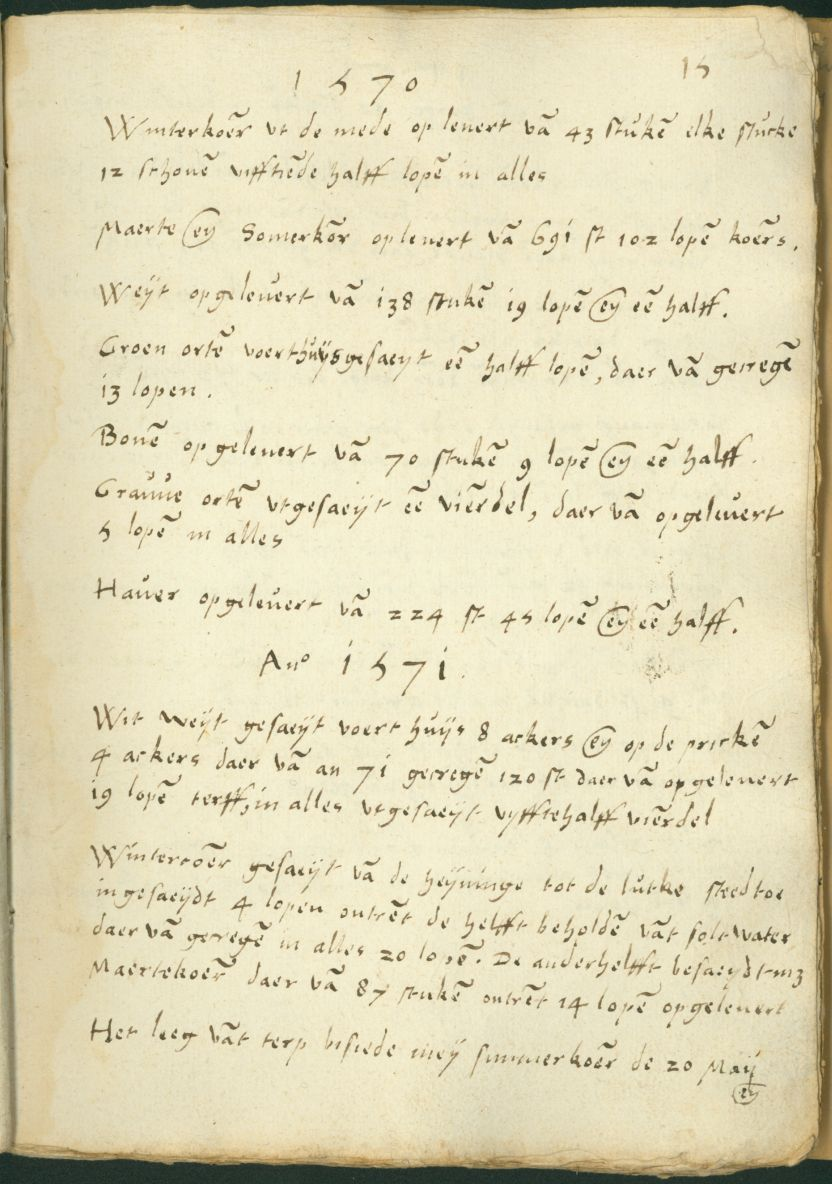
Een pagina uit het Rekenboeck off Memoriael van Rienck van Hemmema.

## States
Het bezit van de familie van Hemmema concentreerde zich rond Menaldum, Beetgum en Berlikum.

### Hemmema of Donia te Menaldum
Het stamhuis van de familie was gelegen in de buurtschap Bessum nabij Beetgum dat onder Menaldum viel. Aanvankelijk was de stins van Doecke van Hemmema waarna het bezit werd van Hette van Hemmema die in Berlikum woonde. Zijn dochter, Syts, trouwde met Sierck van Donia. Door het huwelijk kwam de stins eerst in het bezit van de de familie van Donia en vervolgens de familie Thoe Schwartzenberg en Hohenlansberg voordat de stins in de tweede helft van de achttiende eeuw werd afgebroken. Het voormalige stateterrein is gelegen aan de Westergoawei en is omgeven door een later aangeplant bos.

### Hemmema te Berlikum
De state was eind 15e eeuw bezit van Doecke van Hemmema die het naliet aan zijn zoon Hette, eveneens eigenaar van de state te Menaldum. Hettes zoon Doecke (†1503) volgde hem op te Berlikum en werd ook beleend met het leen Nijefenne ten noorden van het dorp. Opnieuw werd de state geërfd door een Hette van Hemmema (†1572) die de state naliet aan zijn zoon Sicke. Na Sicke en diens zoon Sierck werd de state eigendom van de militair Doecke van Hemmema (1603-1698). Zijn zoon Duco was de laatste Van Hemmema die de state in eigendom had. Via de familie Du Tour en d'Aumale zou de state uiteindelijk op afbraak worden verkocht. Het oude stateterrein is ingericht als park, het Hemmemapark. De voormalige poort voor de state is bewaard gebleven.

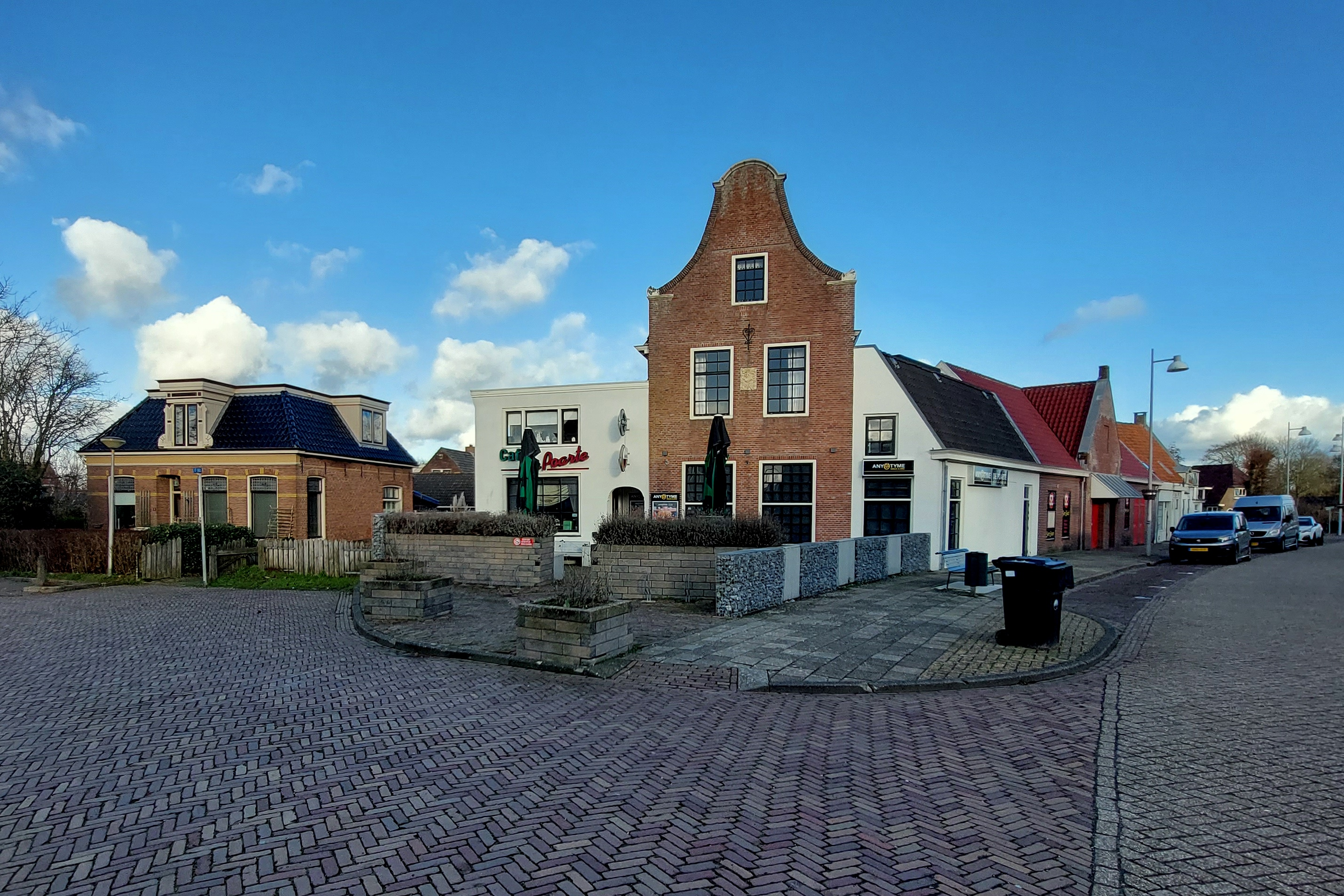
Voormalig poortgebouw van de Hemmemastate te Berlikum.

## Familiewapen
Het wapen van de familie Van Hemmema kent de volgende blazoenering: 
In rood een klimmende zilveren hazewind.
Het helmteken van het wapen is een uitkomende, zilveren hond, goud gehalsband, met opgeheven, rode vleugels. In veel gevallen wordt de hazewindhond afgebeeld met een gouden halsband. De oudst bekende afbeelding van het familiewapen is te vinden op een zegel van Doecke Hemmema uit 1496. De hond is in de heraldiek een populair symbool voor trouw. Daarnaast is de jachthond een statussymbool dat verwijst naar de jacht, een activiteit van de adel.

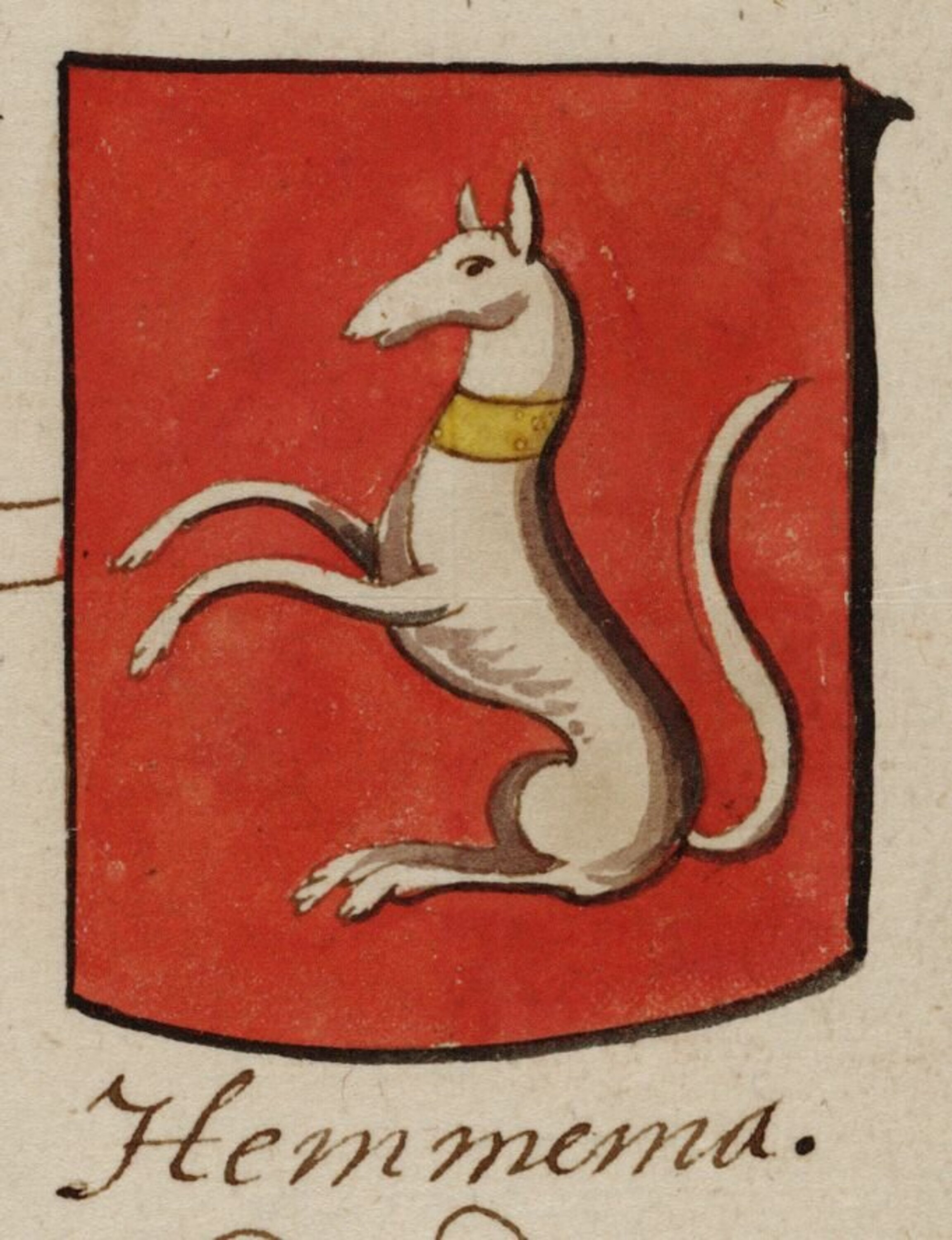
Wapen Van Hemmema in het Wapen- en Vlaggenboek van Gerrit Hesman (1708).
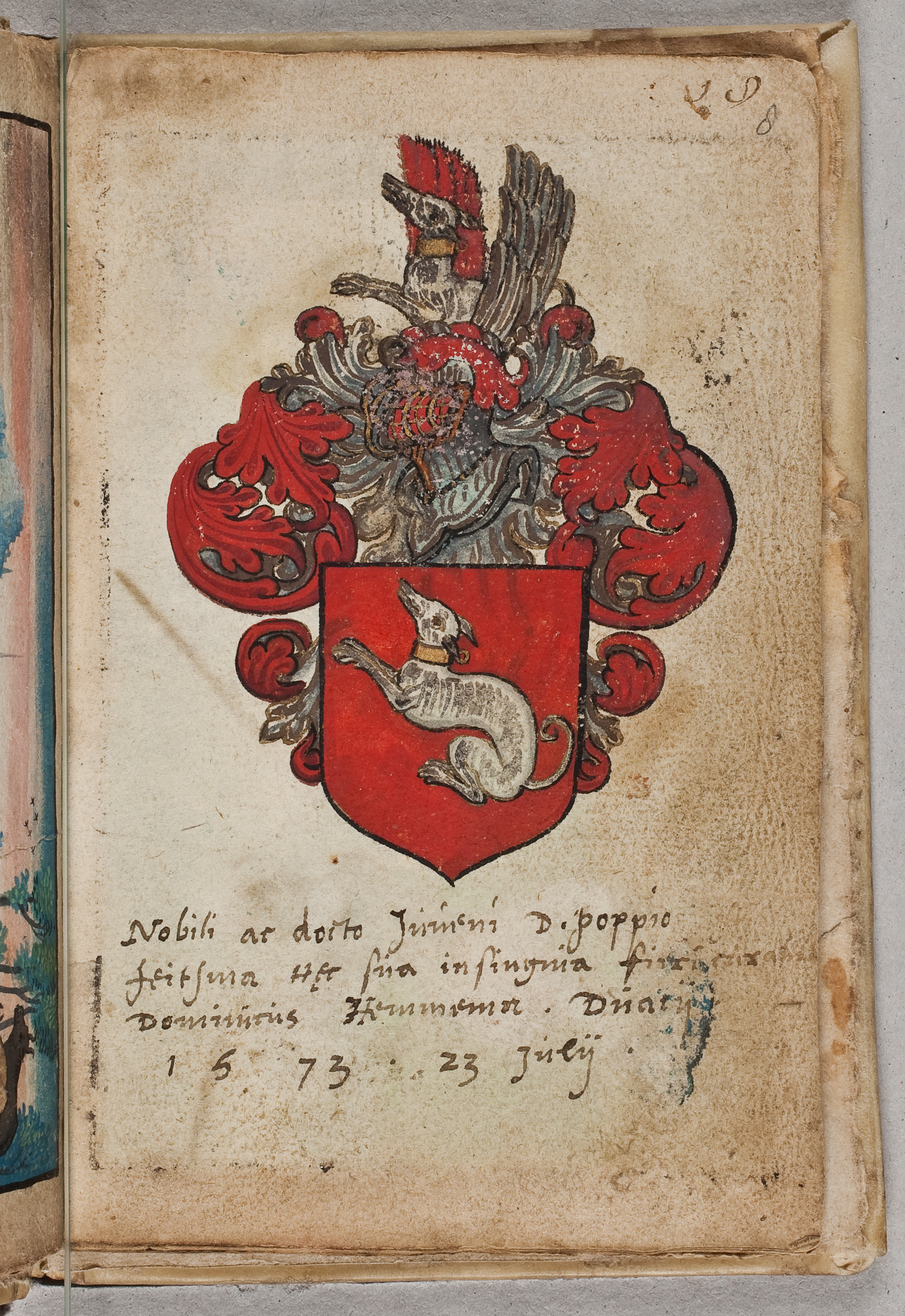
Het wapen Van Hemmema in het album amicorum van Poppe van Feytsma (-1583).
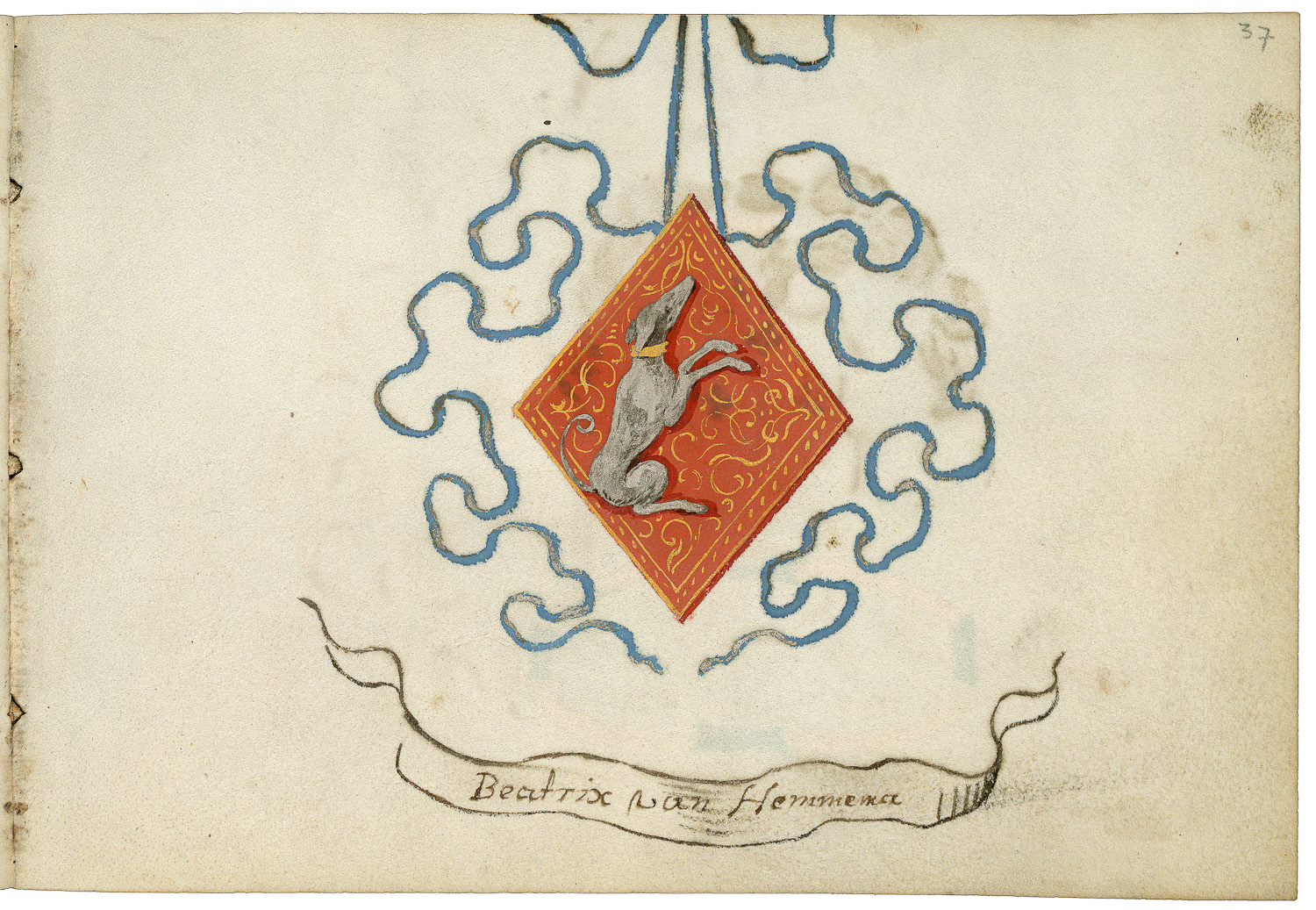
Het wapen Van Hemmema in het album amicorum van Juliana de Roussel (-1669).

## Enkele telgen
Doecke van Hemmema, trouwde met Hil Onsta.
- - Hette van Hemmema (†1489), trouwde eerst met Syts van Roorda. Later hertrouwde hij met Ebel van Juwsma, afkomstig van de Juwsma State te Rinsumageest. Hette woonde in Berlikum. 
    - Ruurd van Hemmema (†1488), trouwde met Gaets van Herjuwsma.
    - Syts van Hemmema (†>1529), trouwde met Sierck van Donia.
    - Doecke van Hemmema (†1503), trouwde met Bauck van Popma. Doecke werd voor zijn trouw beleend met het leen Nijefenne op het Bildt. Doecke werd in 1502 grietman van Barradeel.
      - Hette van Hemmema (†1572), trouwde met Barbara van Gratinga. Hette was grietman van Menaldumadeel.
        - Doecke van Hemmema (1527-1570), student te Leuven en Orleans.
        - Sicke van Hemmema (1533-1584), trouwde met Ath van Bootsma. Studeerde te Keulen en Leuven.
          - Sierck van Hemmema (ca.1565-1604), trouwde met Lysbeth Jarges. Hij was vaandrig.
            - Doecke van Hemmema (1603-1698), trouwde met Barbara Erentreiter van Hofreit (x1673). Hij was kapitein in het leger en werd in 1682 aangesteld als stadhouder-generaal van Turnhout.
              - Erasmus (1633-1659), trouwde met Tjemck van Herema. Erasmus studeerde te Franeker en Utrecht. Hij was kapitein en sneuvelde bij het beleg van Nyborg onder leiding van Michiel de Ruyter.
              - Elisabeth van Hemmema (1635-1688), trouwde met Willem van Haren, grietman van het Bildt.
              - Sicke van Hemmema (1640-1666). Hij was vaandrig.
              - Ernhart van Hemmema (1643-1660). Hij was luitenant bij de infanterie.
              - Wilhelmina van Hemmema (1649-1718), trouwde met Onno Sweers van Tamminga. Zij hertrouwde met Binnert Heringa van Grovestins, grietman van Ferwerderadeel.
              - Duco van Hemmema (1652-1721), trouwde met Civile Susanna du Tour. Hij was kapitein en kolonel. Duco was de laatste telg van de familie Van Hemmema.

            - Barber van Hemmema, trouwde met John Spencer, Engels hopman.
            - Ath van Hemmema (1600-1653).
            - Bauck van Hemmema (†1653), trouwde met Robert de Vere, negentiende graaf van Oxford. Van Bauck zijn meerdere portretten bekend.
            - Sicke van Hemmema (†1664), trouwde met Womck van Unia.

        - Rienck van Hemmema (1543-<1583), trouwde met Ath van Roorda. Hij studeerde te Leuven en was herenboer te Hitsum.
          - Barber van Hemmema, niet getrouwd.

        - Ydt van Hemmema, trouwde met Hessel van Roorda.
        - Gerlant van Hemmema, trouwde met Frans van Dekema. Van Gerlant is een portret bewaard gebleven.
        - Bauck van Hemmema (†1563), trouwde met Lieuwe van Beyma (†1581).
        - Douwe van Hemmema (†>1578), studeerde in Douai.

      - Wilsck (†1534), trouwde met Abbe van Sjucksma, grietman van Ferwerderadeel.

    - Rienck van Hemmema (†ca.1496), trouwde met Auck van Eminga.
    - Alef van Hemmema (†1529), trouwde met Auck van Aebinga.
      - Syts van Hemmema (†1581), non in klooster Weerd.
      - Ebel van Hemmema, trouwde met Feye van Heemstra.

    - Popck van Hemmema trouwde met Sjoerd van Grovestins.

  - Ymck van Hemmema (†1469), trouwde met Wybren Boulsma.
  - Tieth van Hemmema (†1475). Zij was aanvankelijk getrouwd met Hannyke, een bastaardzoon van Ritscke Jelmera van Ameland. Zij hertrouwde met Douwe Baerda.

## Galerij

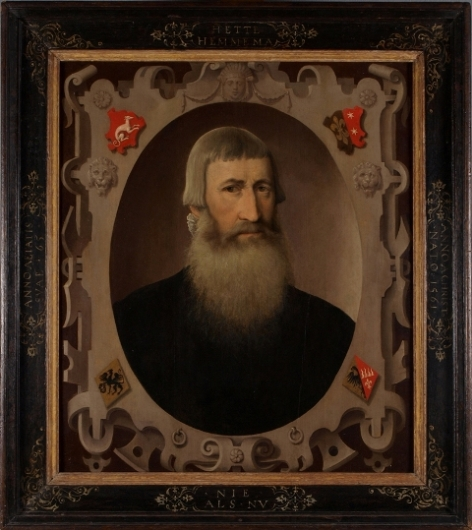
Portret van Hette van Hemmema uit 1561, vervaardigd door Adriaen van Cronenburg.
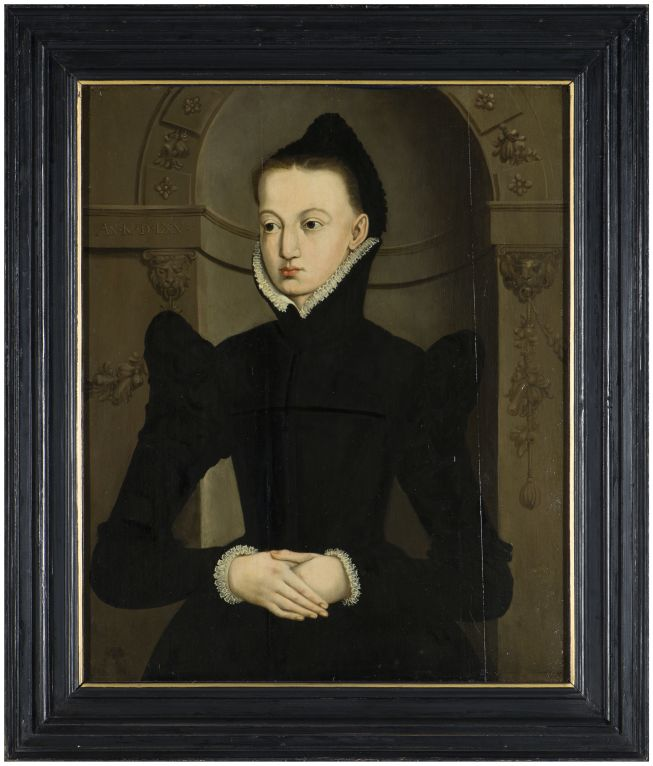
Portret van Gerlant van Hemmema uit 1565, vervaardigd door Adriaen van Cronenburg.
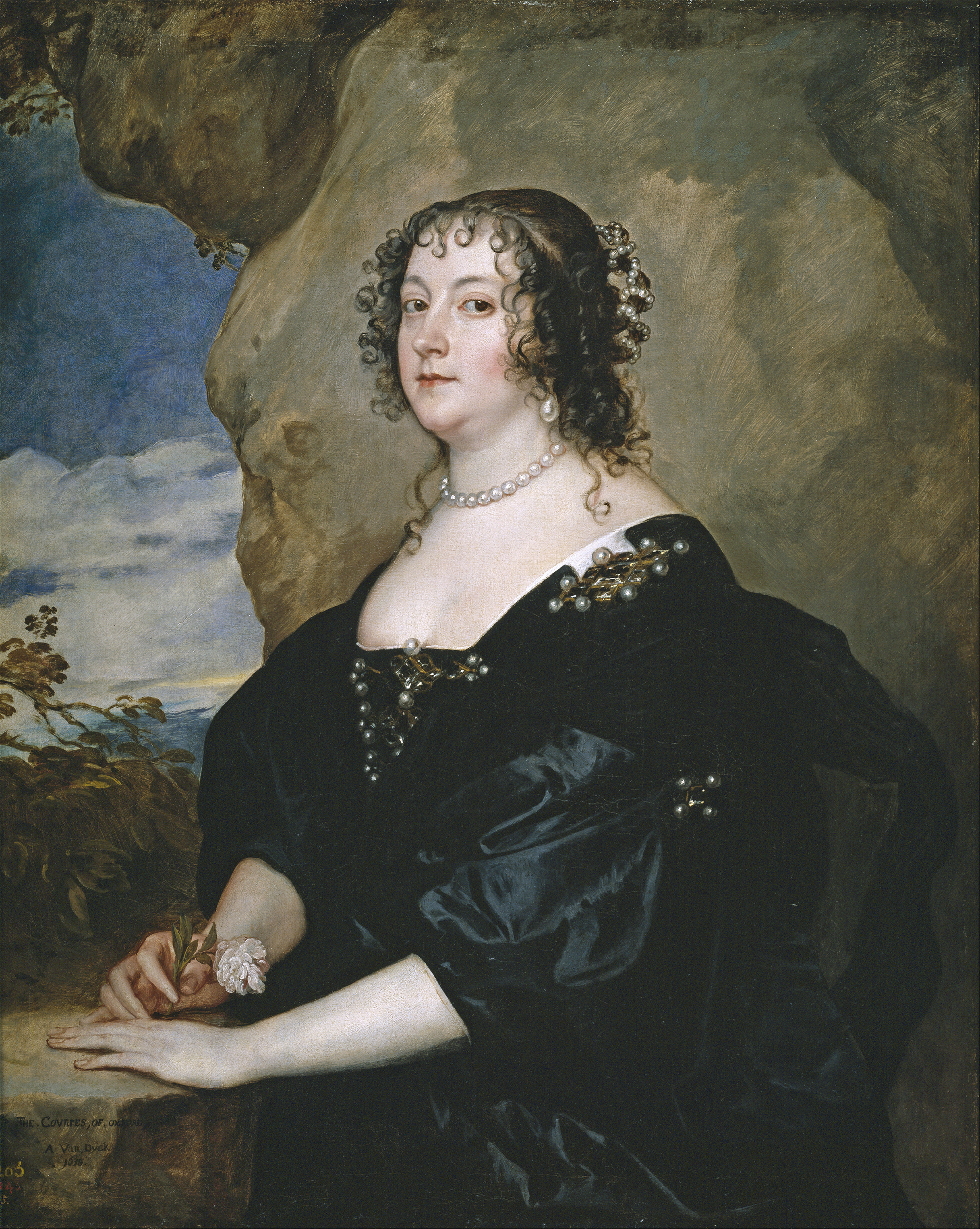
Portret van Bauck van Hemmema uit 1638, vervaardigd door Antoon van Dyck.
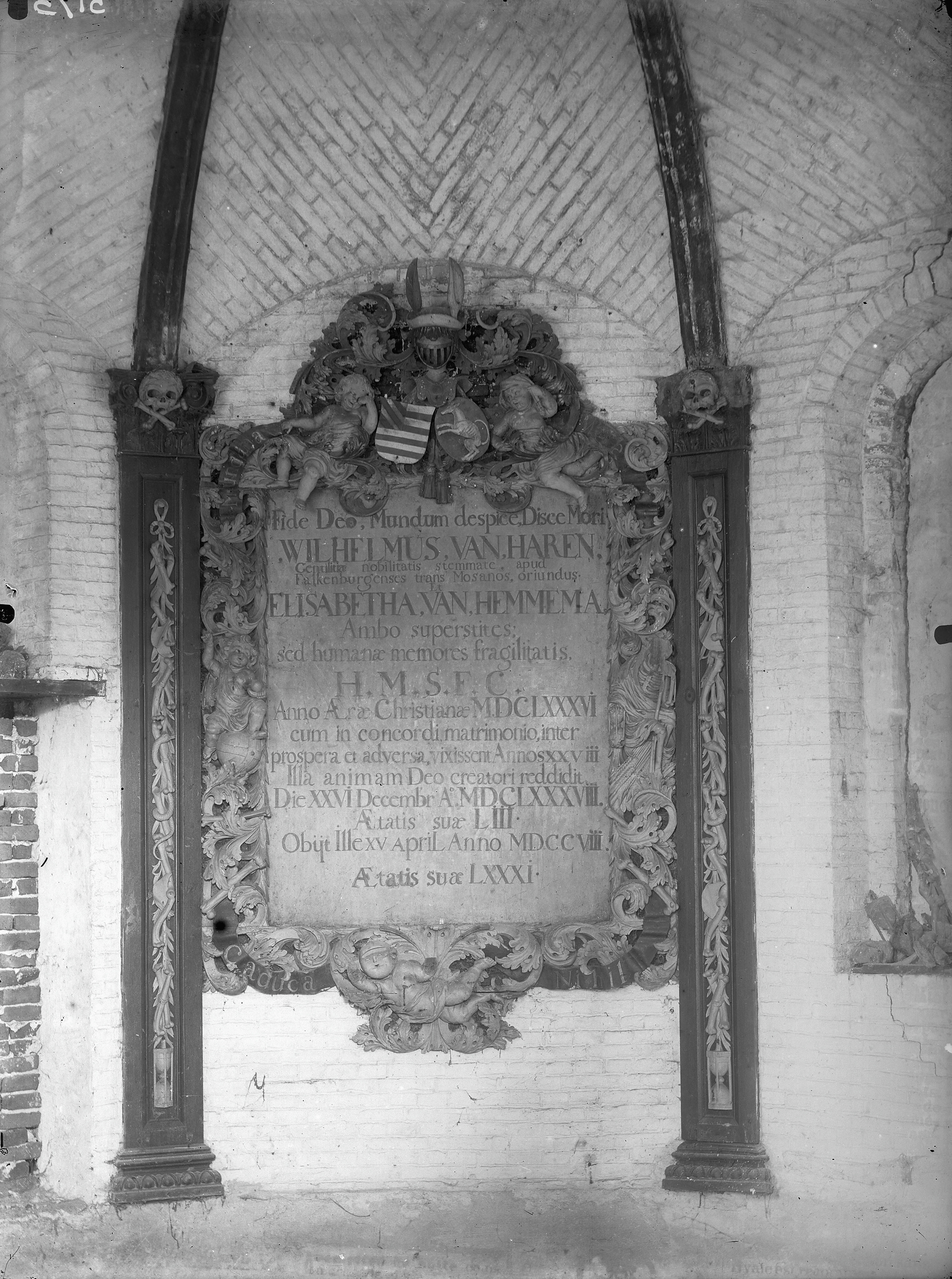
Epitaaf voor Willem van Haren en Elisabeth van Hemmema in de Van Harenskerk in Sint Annaparochie.

## Vernoeming
In verschillende plaatsen waar de familie bezit had, is een straat vernoemd naar de familie, onder meer zo in Berlikum, Bitgum en Sint Annaparochie.